# Joachim Périon
Joachim Périon (Cormery, 1498 ou 1499 - Cormery, 1559), est un humaniste, philologue et traducteur français.

## Biographie
Joachim Périon est un moine bénédictin. Il s'oppose dès 1543 à Pierre de La Ramée et aux ramistes (en) en général (Roger Ascham par exemple).

## Œuvres
Il est, avec Denis Lambin ou Adrien Turnèbe, l'un des traducteurs du corpus aristotélicien utilisant la méthode importée d'Italie et inventée par Leonardo Bruni s'inspirant du latin cicéronien, et refusant le mot à mot (verbum e verbo). Selon Charles B. Schmitt, « cette initiative a créé un mouvement pour produire un Aristote humaniste, mouvement qui atteint probablement son apogée avec Joachim Périon autour duquel se développera une considérable littérature polémique ». On a reconnu chez lui un grand sens philologique, et ses traductions élégantes ont été souvent réimprimées au XVIe siècle, malgré son manque de précision. Cela explique qu'elles sont accompagnées (voire révisées) presque systématiquement des commentaires de Nicolas de Grouchy.
Il rejette dans ses traductions (toutes du grec vers le latin) et commentaires d'Aristote toute influence d'Averroès.

### Traductions d'Aristote
- Aristotelis logica ex accurata recognitione Nicolai Gruchii ad Ioachimi Perionii et suam interpretationem... (avec Nicolas Grouchy), Paris, 1567
- Meteorologicorum libri quatuor
- De animo
- De animalium motu
- De coelo
- Ethica Nicomachea avec en préambule, De optimo genere interpretandi, Paris, 1540
- De ortu et interitu
- Metaphysica
- Meteora
- Aristotelis libelli qui Parva naturalia vulgo appellantur..., Paris, 1550
- Physica, 1549
- Politica, 1542

### Autres
- Dialogorum de linguae Gallicae origine, eiúsque cum Graeca cognatione, Paris, 1554